# 印度尼西亚银行
印度尼西亚银行（中文简称印尼银行，简称为）是印度尼西亚共和国的中央银行，成立于1953年，总部位于首都雅加达。印尼银行依法系作为一个独立的公共法人实体以及国家机构的地位去处理自身的法定事务。现任行长是于2013年5月24日接替前行长达尔敏·纳苏蒂安上任的前财政部长阿古斯·玛多瓦多约。

## 任务与职能

### 任务
印尼银行的目标是通过对战略价值的把握与加强，成为区域最好的中央银行与最可信的机构，以及实现低通胀率与货币汇率稳定。

为达成此目标，印尼银行的法定任务有：
- 实现印尼盾的汇率稳定以及维护货币政策传导的有效性，以提高国家经济增长的质量；
- 建立一个有效及高效的国家金融体系，用以支持民间资金流动与融资活动，并使其可以承受内部与外部的冲击，以保持国家经济的稳定增长；
- 建立并维护一个安全、高效、稳定的支付系统，用以维持货币及金融体系的稳定，以最大化地扩展国家利益；
- 建立并维护印尼央行的组织结构及人力资源，并保持央行的绩效与荣誉。

### 职能
印尼银行为完成其法定任务，其负担的职能有：
- 从供给与需求的角度，加强对通货膨胀的控制；
- 维持印尼盾的汇率稳定；
- 促进金融市场深层次高效发展；
- 维护金融体系的稳定，维护并监管支付系统；
- 引导并实现普惠金融的高效与协同作用；
- 维持一个安全，高效和不受破坏的支付系统；
- 加强印尼银行的财务管理；
- 建立一个有效和高效的信息系统；
- 提高印尼银行工作人员的效率；
- 加强公众与印尼银行的战略协作关系；
- 确保监督功能向金融服务管理局（Financial Services Authority）的平稳过渡。

## 历任行长
| 历任印尼银行行长 | 历任印尼银行行长                               | 历任印尼银行行长 |
| 肖像             | 名字                                           | 任职年份         |
| ---------------- | ---------------------------------------------- | ---------------- |
|                  | 沙夫丁·普拉维拉内加拉 Sjafruddin Prawiranegara | 1953-1958        |
|                  | 盧克曼·哈基姆 Lukman Hakim                     | 1958-1959        |
|                  | 苏蒂克诺·斯拉梅 Soetikno Slamet                | 1959-1960        |
|                  | 苏马尔诺 Soemarno                              | 1960-1963        |
|                  | 优素福·穆达·达兰 T. Jusuf Muda Dalam           | 1963-1966        |
|                  | 拉迪乌斯·普拉维罗 Radius Prawiro               | 1966–1973        |
|                  | 拉赫马特·萨利赫 Rachmat Saleh                  | 1973–1983        |
|                  | 阿里芬·西雷加尔 Arifin Siregar                 | 1983–1988        |
|                  | 阿德里亚努斯·莫伊 Adrianus Mooy                | 1988–1993        |
|                  | 苏德拉查·吉万多诺 Soedradjad Djiwandono        | 1993–1998        |
|                  | 赛亚里尔·沙比林 Syahril Sabirin                | 1998–2003        |
|                  | 巴哈奴丁·阿卜杜拉 Burhanuddin Abdullah         | 2003–2008        |
|                  | 布迪约诺 Boediono                              | 2008–2009        |
|                  | 米兰达·格尔汤姆（代理） Miranda Gultom         | 2009             |
|                  | 达尔敏·纳苏蒂安（代理） Darmin Nasution        | 2009-2010        |
|                  | 达尔敏·纳苏蒂安 Darmin Nasution                | 2010-2013        |
|                  | 阿古斯·玛多瓦多约 Agus Martowardojo            | 2013-2018        |
|                  | 佩里·瓦吉約 Perry Warjiyo                      | 2018至今         |